# Christi-Himmelfahrts-Kirche (Deč)

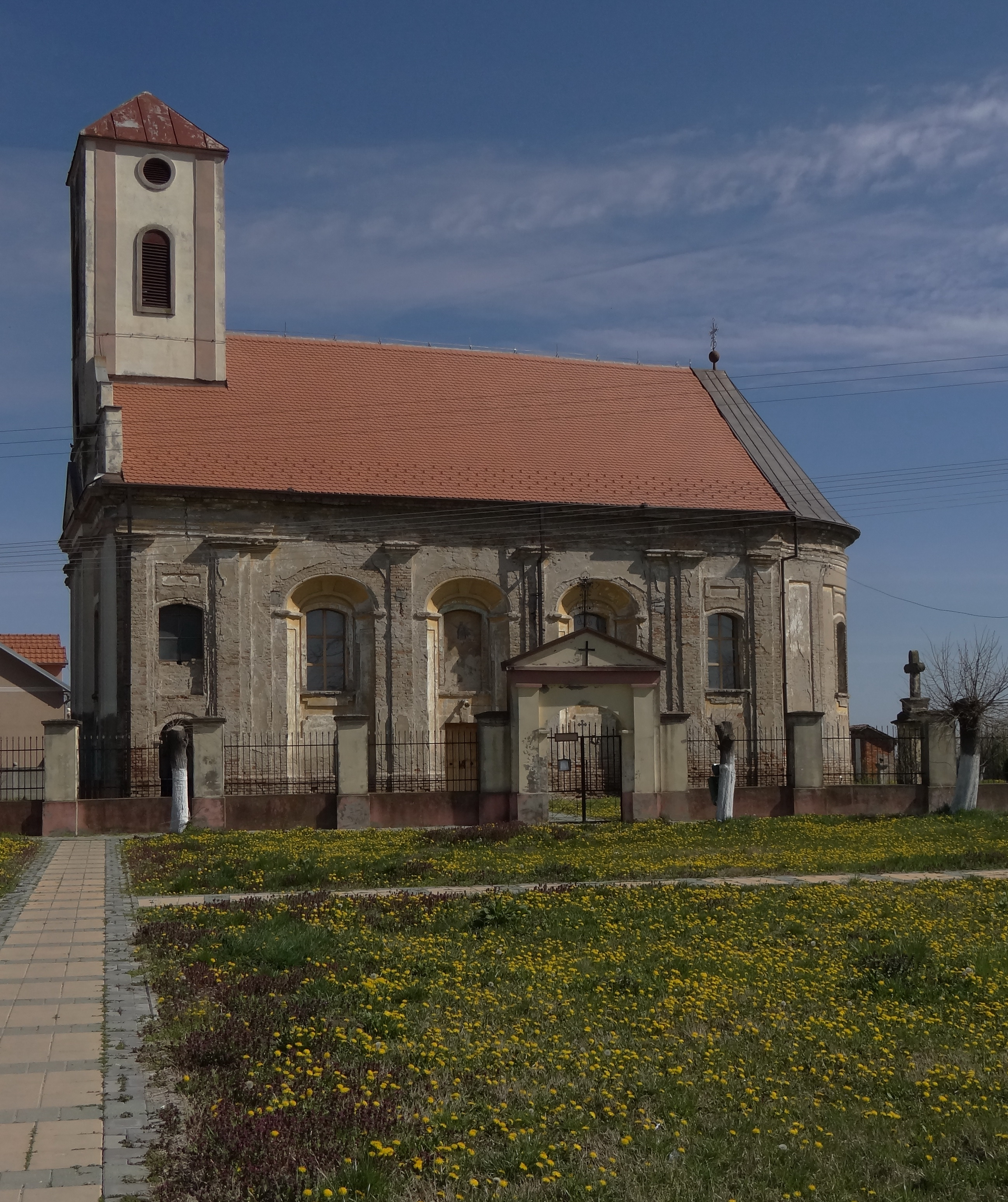
Seitenansicht der Christi-Himmelfahrts-Kirche in Deč

Die Christi-Himmelfahrts-Kirche (serbisch: Црква Вазнесења Господњег, Crkva Vaznesenja Gospodnjeg) im zur Opština Pećinci gehörenden Dorf Deč im Okrug Srem, ist eine serbisch-orthodoxe Kirche in der nordserbischen Provinz Vojvodina.
Das von 1828 oder 1829 bis 1831 erbaute Kirchengebäude ist der Christi Himmelfahrt geweiht und die Pfarrkirche der Pfarrei Deč im Dekanat Pećinci der Eparchie Srem der Serbisch-Orthodoxen Kirche.
Die Christi-Himmelfahrts-Kirche steht als Kulturdenkmal von großer Bedeutung unter staatlichem Schutz.

## Lage

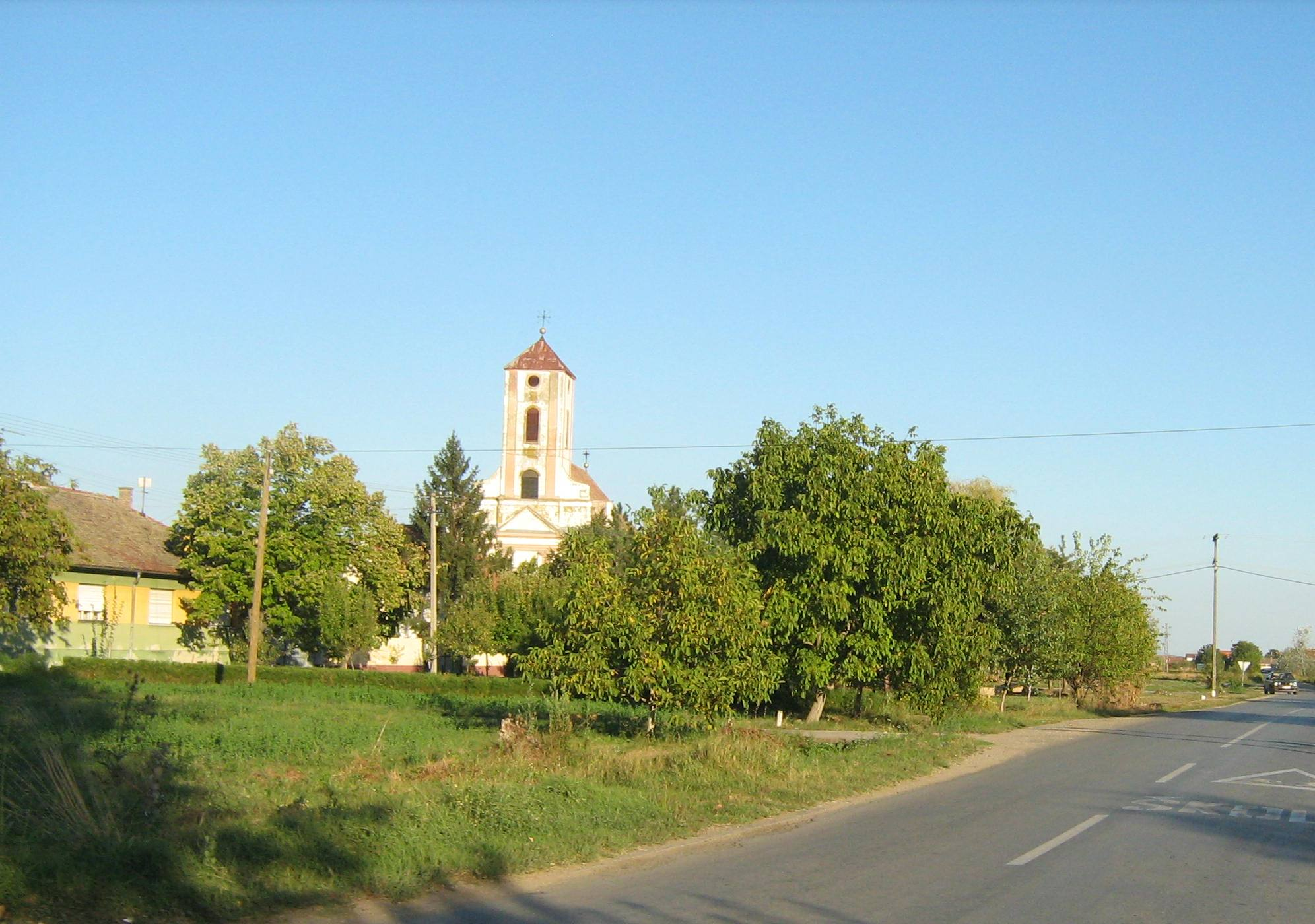
Die Christi-Himmelfahrts-Kirche (vor der Rekonstruktion, 2009)

Deč zählt rund 1.500 Einwohner. Der Ort liegt rund 30 km westlich von der serbischen Hauptstadt Belgrad entfernt.
Die Kirche steht im Dorfzentrum von Deč an der Straße, Ulica Ivana Petrovića. Die genaue Adresse der Kirche lautet Ulica Ivana Petrovića 12. Bei der Kirche die nahe der Kreuzung von allen wichtigen Dorfstraßen steht, befinden sich die zwei zentralen Parkanlagen des Dorfes.
Im umzäunten Kirchhof mit einem großen Eingangstor im Süden stehen das Pfarrhaus und ein großes Kreuz.

## Geschichte

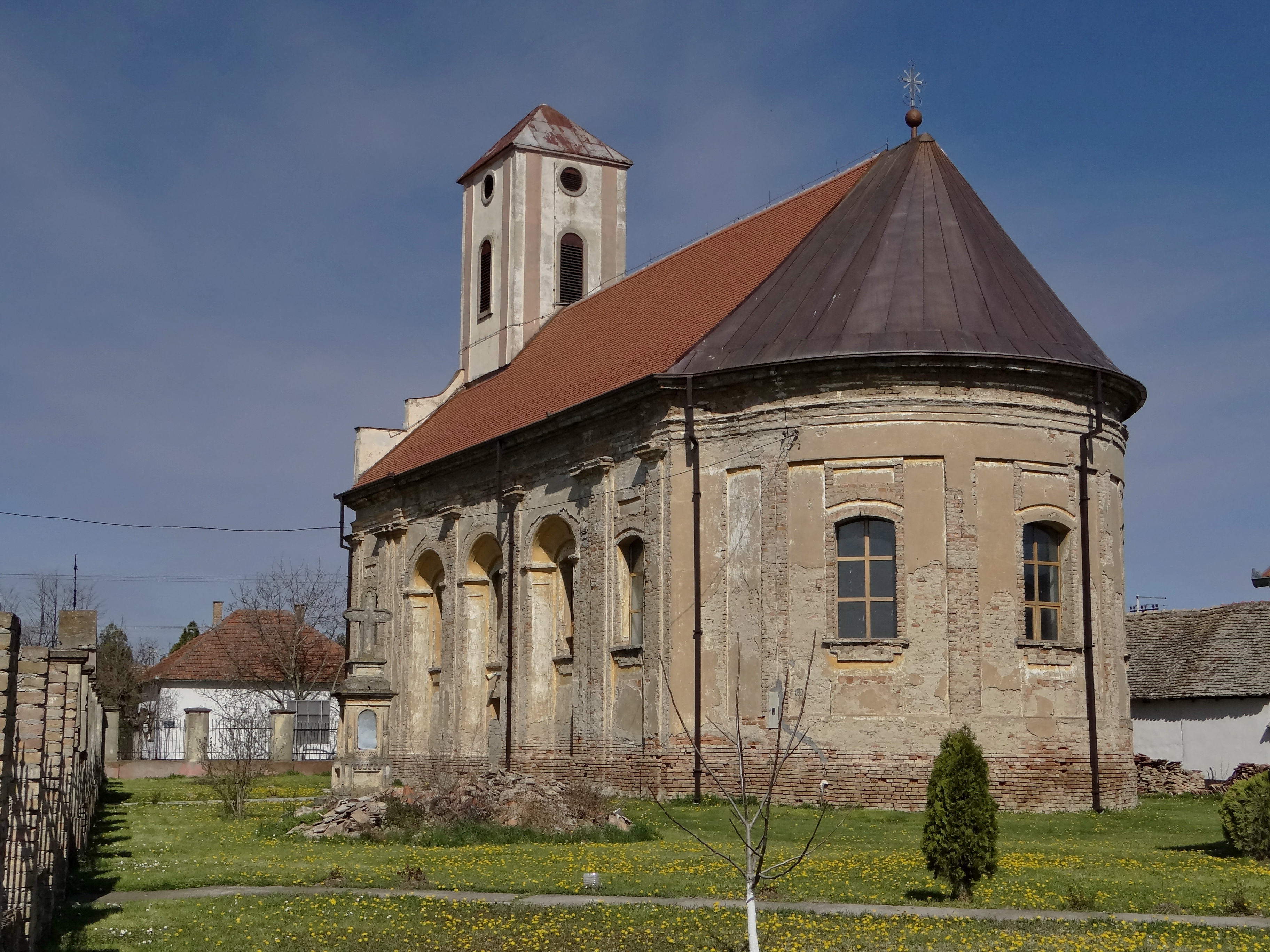
Blick von Osten auf die Kirchenapside und das Kreuz im Kirchhof

Vor der heutigen Kirche standen im Dorf zwei frühere Kirchen. Die erste Kirche wurde 1750 aus Holz erbaut und am 19. April 1752 geweiht. 1797 wurde die zweite Kirche aus Flechtwerk gebaut und mit Schindeln gedeckt. Beide Kirchen waren wie das heutige Gotteshaus dem gleichen Patrozinium unterstellt.
Die dritte und heutige Kirche wurde zwischen 1828 oder 1829 bis 1831 von Mojsije Janković, einem Maurer aus Sremska Mitrovica, erbaut.
1834 schuf der Holzschnitzer und Tischler, Pavle Bošnjaković, aus Lindenholz das Chorgestühl, den Bischofsthron und die Tische. Die Ikonostase und die Ripiden sind Werke des Holzschnitzers Georgije Dević aus den Jahren 1839 bis 1841.
Das heutige Aussehen der Kirche stimmt nicht mit dem der Kirche aus dem Jahr 1831 überein. 1944 während des Zweiten Weltkriegs, wurde der hohe Kirchturm von den zurückweichenden Deutschen gesprengt, um der anrückenden Roten Armee und den Tito-Partisanen keinen Aussichtspunkt zu überlassen, dabei wurde das Gotteshaus schwer beschädigt.
Der erste Kirchturm der Kirche war größer und höher als der heutige, zudem besaß er eine mehrgeschoßige Zwiebelturmkappe und Uhren an jeder Seite der Kirche. Im sozialistischen Jugoslawien wurde der heutige kleinere und unscheinbarer wirkende Kirchturm erbaut.
Eine Restaurierung der Kirche fand 1928 statt. Seit 2014 wird die Kirche erneuert. Es wurden Ausbesserungen an den Außenfassaden durchgeführt und die Kirche bekam ein neues Dach.
Im Jahr 2020 erfolgte eine komplette Rekonstruktion des Kirchturms und der Westfassade, bei der zwei alte Kirchglocken restauriert und eine neue Glocke eingebaut wurde. Der Kirchturm wurde um einige Meter vergrößert und eine neue Kirchturmhaube mit einem neuen Kirchenkreuz platziert. Die Westfassade wurde in Weiß gestrichen.

## Architektur

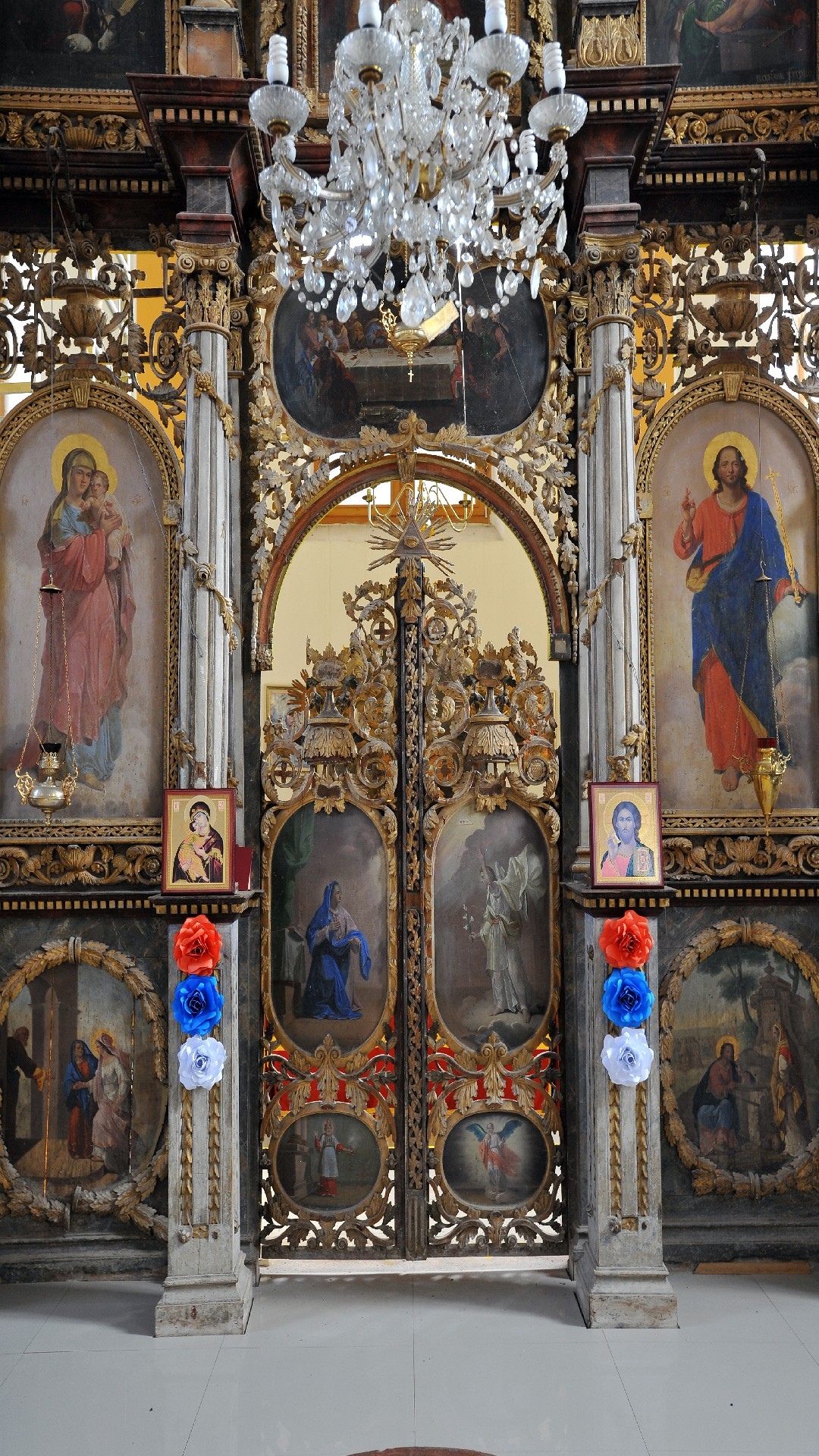
Die Haupttür der Ikonostase

### Kirchenäußeres
Das einschiffige Kirchengebäude ist im Stil des Klassizismus mit einer halbrunden Altar-Apside im Osten und einem Narthex mitsamt Kirchturm im Westen erbaut worden. Die Kirche in Deč ist durch harmonische Proportionen und eine harmonische Fassade gekennzeichnet.
Der klassizistische Geist ist sowohl im Wechsel von Zierleisten, Pilastern und stufenförmig vertieften Feldern mit segmentbogigen Fenstern als auch in den profilierten Gesimsen und dem Giebel über dem zentralen Teil der Westfassade spürbar, wo sich der Haupteingang der Kirche befindet.
Der Haupteingang der Kirche befindet sich an der Westfassade; auch gibt es Nebeneingänge an der Nord- und Südseite der Kirche. An der Westfassade um den Hauptkircheneingang befinden sich seit der Rekonstruktion 2020 vier große Wandikonen. Über dem Kircheneingang ist die Patronatsikone der Christi Himmelfahrt dargestellt. Zur linken Seite ist der hl. Johannes der Täufer und zu rechten der hl. Großmärtyrer Georg abgebildet. Über der Patronatsikone ist als vierte Komposition Jesus Christus verewigt.
Die Kirche besitzt zwei Kirchenkreuze. Eines auf der Spitze des Kirchturmes und das andere am Ostende des Naos.

### Kircheninneres

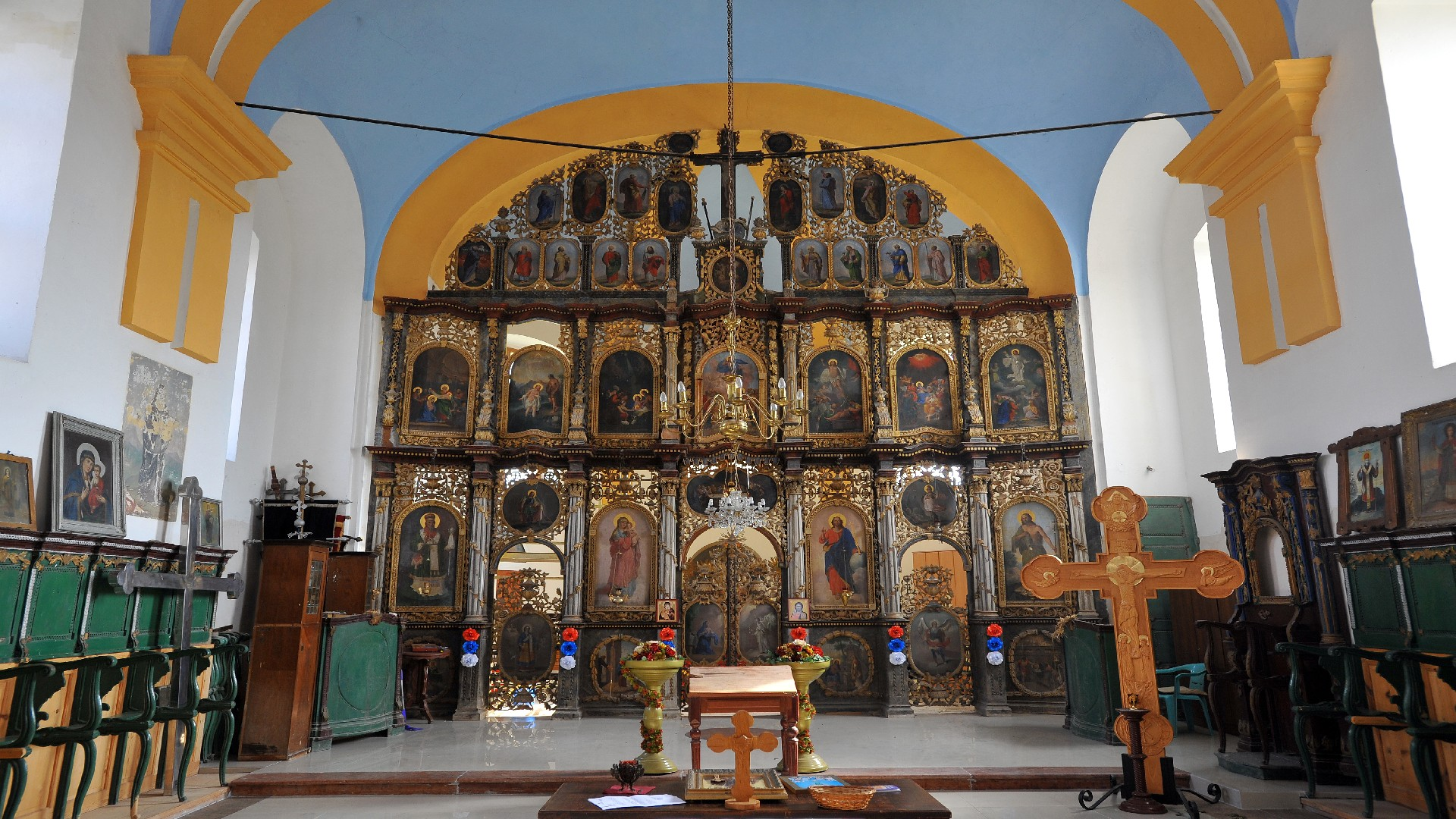
Die Ikonostase der Kirche

Auch die architektonische Konzeption der Ikonostase steht im Einklang mit den  Stiltendenzen der ersten Hälfte des 19. Jahrhunderts. Von 1848 bis 1851 malte der Maler, Konstantin Pantelić, die Ikonen für die Ikonostase und die Fresken der Kirche, auch bemalte er den Chor der Kirche. Zudem wurden einige Ikonen 1851 vergoldet.
Pantelić war in den 1840er–80er Jahren in den Kirchen des Srem und Banat Ikonen- und Freskenmaler und gilt als einer der bekanntesten Maler der Epoche für Nordserbien.
Die mehrgeschossige und mehrtürige Ikonostase ist reich mit floralen Ornamenten und Dekor geschmückt. Die Ikonostase besitzt über 30 Ikonen von Heiligen und christlichen Feiertagen, sowie eine wunderbar ausgearbeitete carske dveri (Haupttür der Ikonostase).
Die Ikonostasentüren und Türstürze sind ebenfalls reich dekoriert. Die Komposition der Kreuzigungsdarstellung mit den Medaillonikonen der Allerheiligsten Gottesmutter Maria und des hl. Apostel Johannes sind hervorzuheben.
Abgerundet werden die Werke von Pantelić durch für die Chöre angefertigte Wandmalereien und 21 Ikonen.